# Grand Prix Monako 2009

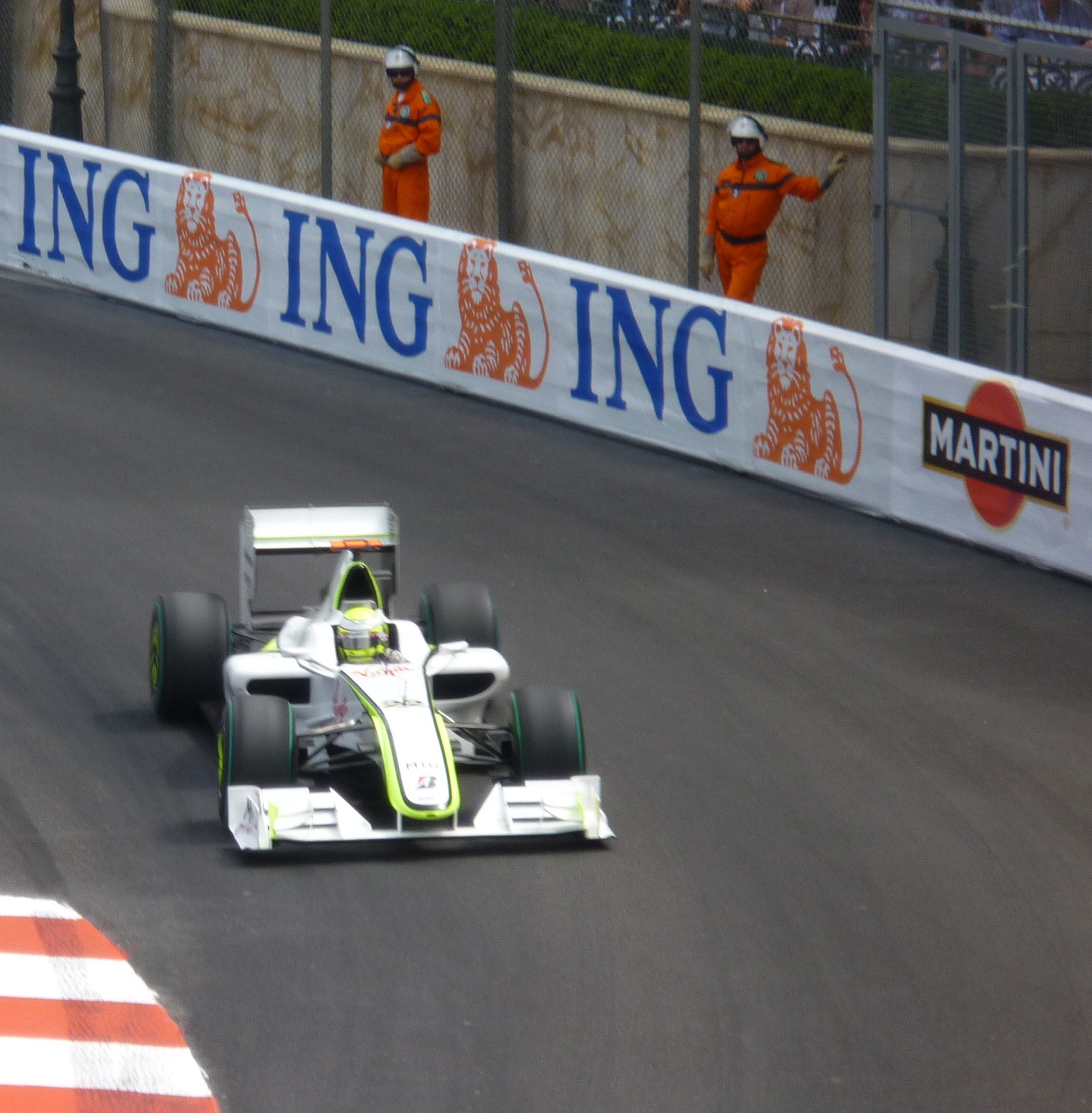
Jenson Button podczas Grand Prix Monako 2009

Wyniki Grand Prix Monako, szóstej rundy Mistrzostw Świata Formuły 1 w sezonie 2009.

## Wyniki

### Sesje treningowe
| Sesja | Nr | Kierowca           | Konstruktor     | Czas     | Okr. |
| ----- | -- | ------------------ | --------------- | -------- | ---- |
| 1     | 23 | Rubens Barrichello | Brawn-Mercedes  | 1:17.189 | 26   |
| 2     | 16 | Nico Rosberg       | Williams-Toyota | 1:15.243 | 45   |
| 3     | 7  | Fernando Alonso    | Renault         | 1:15.164 | 24   |

### Kwalifikacje
| Poz. | Nr | Kierowca             | Konstruktor          | Q1       | Q2       | Q3       | Poz. s. |
| --- | --- | -------------------- | -------------------- | -------- | -------- | -------- | ------- |
| 1 | 22 | Jenson Button        | Brawn-Mercedes       | 1:15.210 | 1:15.016 | 1:14.902 | 1       |
| 2 | 4 | Kimi Räikkönen       | Ferrari              | 1:15.746 | 1:14.514 | 1:14.927 | 2       |
| 3 | 23 | Rubens Barrichello   | Brawn-Mercedes       | 1:15.425 | 1:14.829 | 1:15.077 | 3       |
| 4 | 15 | Sebastian Vettel     | Red Bull-Renault     | 1:15.915 | 1:14.879 | 1:15.271 | 4       |
| 5 | 3 | Felipe Massa         | Ferrari              | 1:15.340 | 1:15.001 | 1:15.437 | 5       |
| 6 | 16 | Nico Rosberg         | Williams-Toyota      | 1:15.094 | 1:14.846 | 1:15.455 | 6       |
| 7 | 2 | Heikki Kovalainen    | McLaren-Mercedes     | 1:15.495 | 1:14.809 | 1:15.516 | 7       |
| 8 | 14 | Mark Webber          | Red Bull-Renault     | 1:15.260 | 1:14.825 | 1:15.653 | 8       |
| 9 | 7 | Fernando Alonso      | Renault              | 1:15.898 | 1:15.200 | 1:16.009 | 9       |
| 10 | 17 | Kazuki Nakajima      | Williams-Toyota      | 1:15.930 | 1:15.579 | 1:17.344 | 10      |
| 11 | 12 | Sébastien Buemi      | Toro Rosso-Ferrari   | 1:15.834 | 1:15.833 | -        | 11      |
| 12 | 8 | Nelson Piquet Jr.    | Renault              | 1:16.013 | 1:15.837 | -        | 12      |
| 13 | 21 | Giancarlo Fisichella | Force India-Mercedes | 1:16.063 | 1:16.146 | -        | 13      |
| 14 | 11 | Sébastien Bourdais   | Toro Rosso-Ferrari   | 1:16.120 | 1:16.281 | -        | 14      |
| 15 | 20 | Adrian Sutil         | Force India-Mercedes | 1:16.248 | 1:16.545 | -        | 15      |
| 16 | 1 | Lewis Hamilton       | McLaren-Mercedes     | 1:16.264 | -        | -        | 20      |
| 17 | 6 | Nick Heidfeld        | BMW Sauber           | 1:16.264 | -        | -        | 16      |
| 18 | 5 | Robert Kubica        | BMW Sauber           | 1:16.405 | -        | -        | 17      |
| 19 | 9 | Jarno Trulli         | Toyota               | 1:16.548 | -        | -        | 18      |
| 20 | 10 | Timo Glock           | Toyota               | 1:16.788 | -        | -        | 19      |
| Poz. | Nr | Kierowca             | Konstruktor          | Q1       | Q2       | Q3       | Poz. s. |
| \| Legenda \| Legenda \| \| ------------------------ \| ---------------------------------------------------------------------------------------------------------------------------------------------------------------------------------------------------------------------------------------------------------------- \| \| Poz. Nr Q1 Q2 Q3 Poz. s. \| Pozycja zajęta w sesji kwalifikacyjnej Numer startowy kierowcy Wynik uzyskany w pierwszej części kwalifikacji Wynik uzyskany w drugiej części kwalifikacji Wynik uzyskany w trzeciej części kwalifikacji Pozycja startowa po uwzględnięniu kar, przesunięć, itp. \| | |                      |                      |          |          |          |         |
| Legenda | |                      |                      |          |          |          |         |
| Poz. Nr Q1 Q2 Q3 Poz. s. | Pozycja zajęta w sesji kwalifikacyjnej Numer startowy kierowcy Wynik uzyskany w pierwszej części kwalifikacji Wynik uzyskany w drugiej części kwalifikacji Wynik uzyskany w trzeciej części kwalifikacji Pozycja startowa po uwzględnięniu kar, przesunięć, itp. |                      |                      |          |          |          |         |

### Wyścig
| P                 | + / –     | Nr | Kierowca             | Konstruktor          | Okr. | Czas / Strata | Komentarz          |
| ----------------- | --------- | -- | -------------------- | -------------------- | ---- | ------------- | ------------------ |
| 1                 | Bez zmian | 22 | Jenson Button        | Brawn-Mercedes       | 78   | 1h40:44.282   |                    |
| 2                 | 1         | 23 | Rubens Barrichello   | Brawn-Mercedes       | 78   | +0:07.666     |                    |
| 3                 | 1         | 4  | Kimi Räikkönen       | Ferrari              | 78   | +0:13.443     |                    |
| 4                 | 1         | 3  | Felipe Massa         | Ferrari              | 78   | +0:15.110     |                    |
| 5                 | 3         | 14 | Mark Webber          | Red Bull-Renault     | 78   | +0:15.730     |                    |
| 6                 | Bez zmian | 16 | Nico Rosberg         | Williams-Toyota      | 78   | +0:33.586     |                    |
| 7                 | 2         | 7  | Fernando Alonso      | Renault              | 78   | +0:37.839     |                    |
| 8                 | 6         | 11 | Sébastien Bourdais   | Toro Rosso-Ferrari   | 78   | +1:03.142     |                    |
| 9                 | 4         | 21 | Giancarlo Fisichella | Force India-Mercedes | 78   | +1:05.040     |                    |
| 10                | 9         | 10 | Timo Glock           | Toyota               | 77   | +1 okr.       |                    |
| 11                | 5         | 6  | Nick Heidfeld        | BMW Sauber           | 77   | +1 okr.       |                    |
| 12                | 8         | 1  | Lewis Hamilton       | McLaren-Mercedes     | 77   | +1 okr.       |                    |
| 13                | 5         | 9  | Jarno Trulli         | Toyota               | 77   | +1 okr.       |                    |
| 14                | 1         | 20 | Adrian Sutil         | Force India-Mercedes | 77   | +1 okr.       |                    |
| 15                | 5         | 17 | Kazuki Nakajima      | Williams-Toyota      | 76   | +2 okr.       | wypadek            |
| Niesklasyfikowani |           |    |                      |                      |      |               |                    |
|                   |           | 2  | Heikki Kovalainen    | McLaren-Mercedes     | 51   |               | wypadek            |
|                   |           | 5  | Robert Kubica        | BMW Sauber           | 30   |               | układ hamulcowy    |
|                   |           | 15 | Sebastian Vettel     | Red Bull-Renault     | 15   |               | wypadek            |
|                   |           | 8  | Nelson Piquet Jr.    | Renault              | 10   |               | kolizja z Buemim   |
|                   |           | 12 | Sébastien Buemi      | Toro Rosso-Ferrari   | 10   |               | kolizja z Piquetem |
| P                 | + / –     | Nr | Kierowca             | Konstruktor          | Okr. | Czas / Strata | Komentarz          |

### Najszybsze okrążenie
| Nr | Kierowca     | Konstruktor | Czas     | Okr. |
| -- | ------------ | ----------- | -------- | ---- |
| 3  | Felipe Massa | Ferrari     | 1:15.154 | 50   |

## Lista startowa
| Nr | Kierowca             | Zespół                       | Samochód          | Silnik               | Opony |
| -- | -------------------- | ---------------------------- | ----------------- | -------------------- | ----- |
| 1  | Lewis Hamilton       | Vodafone McLaren Mercedes    | McLaren MP4-24    | Mercedes-Benz FO108W | B     |
| 2  | Heikki Kovalainen    | Vodafone McLaren Mercedes    | McLaren MP4-24    | Mercedes-Benz FO108W | B     |
| 3  | Felipe Massa         | Scuderia Marlboro Ferrari    | Ferrari F60       | Ferrari 056          | B     |
| 4  | Kimi Räikkönen       | Scuderia Marlboro Ferrari    | Ferrari F60       | Ferrari 056          | B     |
| 5  | Robert Kubica        | BMW Sauber F1 Team           | BMW F1.09         | BMW P86/9            | B     |
| 6  | Nick Heidfeld        | BMW Sauber F1 Team           | BMW F1.09         | BMW P86/9            | B     |
| 7  | Fernando Alonso      | ING Renault F1 Team          | Renault R29       | Renault RS27-2009    | B     |
| 8  | Nelson Piquet Jr.    | ING Renault F1 Team          | Renault R29       | Renault RS27-2009    | B     |
| 9  | Jarno Trulli         | Panasonic Toyota Racing      | Toyota TF109      | Toyota RVX-09        | B     |
| 10 | Timo Glock           | Panasonic Toyota Racing      | Toyota TF109      | Toyota RVX-09        | B     |
| 11 | Sébastien Bourdais   | Scuderia Toro Rosso          | Toro Rosso STR04  | Ferrari 056          | B     |
| 12 | Sébastien Buemi      | Scuderia Toro Rosso          | Toro Rosso STR04  | Ferrari 056          | B     |
| 14 | Mark Webber          | Red Bull Racing              | Red Bull RB5      | Renault RS27-2009    | B     |
| 15 | Sebastian Vettel     | Red Bull Racing              | Red Bull RB5      | Renault RS27-2009    | B     |
| 16 | Nico Rosberg         | AT&T WilliamsF1 Team         | Williams FW31     | Toyota RVX-09        | B     |
| 17 | Kazuki Nakajima      | AT&T WilliamsF1 Team         | Williams FW31     | Toyota RVX-09        | B     |
| 20 | Adrian Sutil         | Force India Formula One Team | Force India VJM02 | Mercedes-Benz FO108W | B     |
| 21 | Giancarlo Fisichella | Force India Formula One Team | Force India VJM02 | Mercedes-Benz FO108W | B     |
| 22 | Jenson Button        | Brawn GP Formula One Team    | Brawn BGP 001     | Mercedes-Benz FO108W | B     |
| 23 | Rubens Barrichello   | Brawn GP Formula One Team    | Brawn BGP 001     | Mercedes-Benz FO108W | B     |
| Nr | Kierowca             | Zespół                       | Samochód          | Silnik               | Opony |

## Klasyfikacja po wyścigu

### Kierowcy
| P  | +/− | Kierowca             | Starty | Punkty | P1 | P2 | P3 | PP | NO | NS |
| -- | --- | -------------------- | ------ | ------ | -- | -- | -- | -- | -- | -- |
| 1  | 0   | Jenson Button        | 6      | 51     | 5  | -  | 1  | 4  | 1  | -  |
| 2  | 0   | Rubens Barrichello   | 6      | 35     | -  | 3  | -  | -  | 2  | -  |
| 3  | 0   | Sebastian Vettel     | 6      | 23     | 1  | 1  | -  | 1  | -  | 1  |
| 4  | 0   | Mark Webber          | 6      | 19,5   | -  | 1  | 1  | -  | -  | -  |
| 5  | 0   | Jarno Trulli         | 6      | 14,5   | -  | -  | 2  | 1  | 1  | 2  |
| 6  | 0   | Timo Glock           | 6      | 12     | -  | -  | 1  | -  | -  | -  |
| 7  | +1  | Fernando Alonso      | 6      | 11     | -  | -  | -  | -  | -  | -  |
| 8  | +5  | Kimi Räikkönen       | 6      | 9      | -  | -  | 1  | -  | -  | 1  |
| 9  | −2  | Lewis Hamilton       | 6      | 9      | -  | -  | -  | -  | -  | -  |
| 10 | +2  | Felipe Massa         | 6      | 8      | -  | -  | -  | -  | 1  | 2  |
| 11 | −1  | Nico Rosberg         | 6      | 7,5    | -  | -  | -  | -  | 1  | -  |
| 12 | −3  | Nick Heidfeld        | 6      | 6      | -  | 1  | -  | -  | -  | -  |
| 13 | −2  | Heikki Kovalainen    | 6      | 4      | -  | -  | -  | -  | -  | 4  |
| 14 | 0   | Sébastien Buemi      | 6      | 3      | -  | -  | -  | -  | -  | 2  |
| 15 | 0   | Sébastien Bourdais   | 6      | 2      | -  | -  | -  | -  | -  | 1  |
| 16 | +3  | Giancarlo Fisichella | 6      | -      | -  | -  | -  | -  | -  | -  |
| 17 | −1  | Adrian Sutil         | 6      | -      | -  | -  | -  | -  | -  | 1  |
| 18 | −1  | Nelson Piquet Jr.    | 6      | -      | -  | -  | -  | -  | -  | 2  |
| 19 | −1  | Robert Kubica        | 6      | -      | -  | -  | -  | -  | -  | 2  |
| 20 | 0   | Kazuki Nakajima      | 6      | -      | -  | -  | -  | -  | -  | 3  |
| P  | +/− | Kierowca             | Starty | Punkty | P1 | P2 | P3 | PP | NO | NS |

### Konstruktorzy
| P  | +/− | Konstruktor          | Starty | Punkty | P1 | P2 | P3 | PP | NO | NS |
| -- | --- | -------------------- | ------ | ------ | -- | -- | -- | -- | -- | -- |
| 1  | 0   | Brawn-Mercedes       | 12     | 86     | 5  | 3  | 1  | 4  | 3  | -  |
| 2  | 0   | Red Bull-Renault     | 12     | 42,5   | 1  | 2  | 1  | 1  | -  | 1  |
| 3  | 0   | Toyota               | 12     | 26,5   | -  | -  | 3  | 1  | 1  | 2  |
| 4  | +3  | Ferrari              | 12     | 17     | -  | -  | 1  | -  | 1  | 3  |
| 5  | −1  | McLaren-Mercedes     | 12     | 13     | -  | -  | -  | -  | -  | 4  |
| 6  | −1  | Renault              | 12     | 11     | -  | -  | -  | -  | -  | 2  |
| 7  | +1  | Williams-Toyota      | 12     | 7,5    | -  | -  | -  | -  | 1  | 3  |
| 8  | −2  | BMW Sauber           | 12     | 6      | -  | 1  | -  | -  | -  | 2  |
| 9  | 0   | Toro Rosso-Ferrari   | 12     | 5      | -  | -  | -  | -  | -  | 3  |
| 10 | 0   | Force India-Mercedes | 12     | -      | -  | -  | -  | -  | -  | 1  |
| P  | +/− | Konstruktor          | Starty | Punkty | P1 | P2 | P3 | PP | NO | NS |

### Waga bolidów
| Waga poszczególnych bolidów przed wyścigiem |
| ------------------------------------------- |
|                                             |

### Prowadzenie w wyścigu
| Nr                              | Kierowca       | Okrążenia   | Suma |
| ------------------------------- | -------------- | ----------- | ---- |
| 22                              | Jenson Button  | 1-51, 53-78 | 77   |
| 4                               | Kimi Räikkönen | 52          | 1    |
| \| Wykres \| \| ------ \| \| \| |                |             |      |
| Wykres                          |                |             |      |
|                                 |                |             |      |